# Posten van Krayenhoff

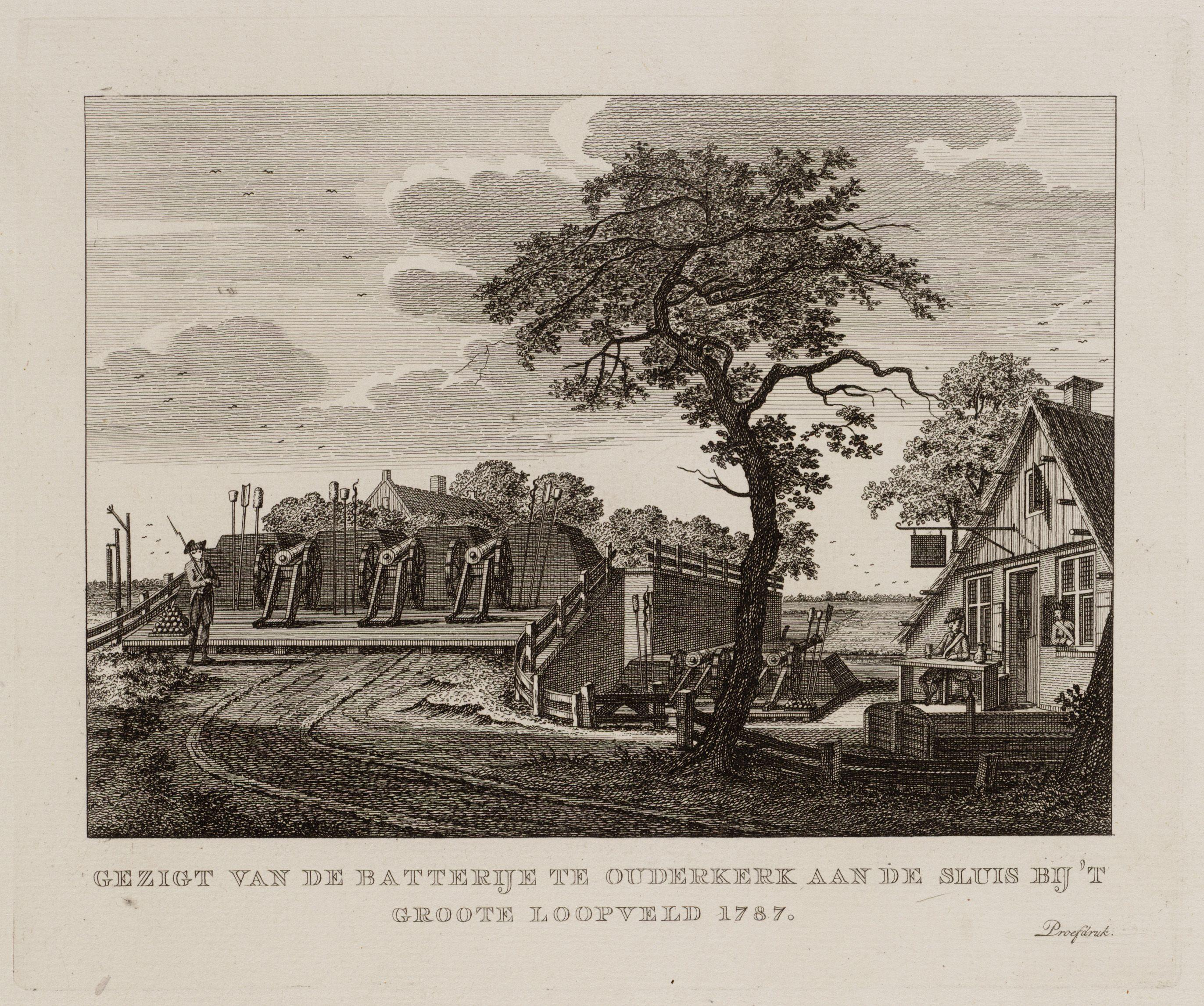
De batterij tegen de Pruisen in Ouderkerk aan de Amstel in 1787.

De Posten van Krayenhoff, soms ook wel de Oude Stelling van Amsterdam genoemd, was een waterlinie van posten rond Amsterdam. Deze is later vervangen door de op meer afstand van de stad gelegen Stelling van Amsterdam.

## Voorgeschiedenis
Aan de zuidkant van Amsterdam waren in 1787 er 27 posten opgezet om Amsterdam tegen de Pruisen te verdedigen door het onder water zetten van land. Daarna werd aan de noordkant de Linie van Noord-Holland en de Linie van Beverwijk opgezet. Dit was echter ontoereikend. Rond 1805 voerde de Bataafse Republiek oorlog en was bang dat Amsterdam door de Engelsen zou worden aangevallen.

## Ontwerp en bouw
Generaal Krayenhoff maakte in 1805 een plan om Amsterdam rondom te verdedigen met een waterlinie. Vanaf 1806 werden de verdedigingswerken gebouwd onder leiding van kapitein-ingenieur Pieter Hennequin en de directeur korps ingenieurs kolonel Arnold Croiset (1753-1838). Een aantal van de posten uit de patriottentijd werd hergebruikt door Krayenhoff.
Vanaf 1810 was men ook bang dat Napoleon het nieuwe koninkrijk zou binnenvallen. Napoleon kwam in 1811 de stellingen bekijken, en deed de uitspraak: "dat de situatie van Amsterdam zonder voorbeeld zonderling en inderdaad onoverwinnelijk was". Het land kon binnen twee uren onder water worden gezet.

## Overzicht posten

### Noordfront
- Post 1 aan de Kouhorner Braak
- Post 2 te Kadoele
- Post 3 aan de Slochterbrug
- Post 4 tegenover de Zwet aan de Slochtermolen
- Post 5 tegenover de Zwet
- Post 6 bij de Zunderdorperbrug
- Post 7 achter de Zunderdorperbrug
- Post 8 ten noordoosten van Durgerdam
- Post 9 bij de Vuurtoren te Durgerdam
- Post 10
- Post 11 de Kustbatterij bij Durgerdam
- Post 12, de kustbatterij bij Schellingwoude

### Westfront
- Post 1 achter de Liebrug
- Post 2 aan het Penningsveer
- Post 3 bij Spaarndam (bezuiden)
- Post 4 bij Spaarndam (rechts)
- Post 5 achter Spaarndam bij het Rijnlandshuis
- Post 6 aan de Zwet
- Post 7 op de Spaarndammerdijk
- Post 8 op de Akerdijk
- Post 9 bij de Rijkerhoek
- Post 10
- Post 11 aan de Slimmeweg bij Sloten
- Post 12
- Post 13, de kustbatterij bij de Amsterdamsche Ton

### Zuidfront
- Post 1, de kustbatterij aan de Paardenhoek
- Post 2, de kustbatterij Zeeburg
- Post 3, de kustbatterij bij Immetjeshorn
- Post 4, aan de Afloop van Diemen
- Post 5, de kustbatterij op het Diemerbuitenveld
- Post 6 bij de Diemerdammersluis
- Post 7, op de Stammerdijk aan de vereniging van Gaasp en Gein
- Post 8, aan de Oosterzijdsche Watermolen
- Post 9 op de Ringdijk van de Bijlmermeerpolder
- Post 10, de batterijen links en rechts van de Holendrecht of Bullewijk
- Post 11 de batterijen rechts en links van de Amstel bij Ouwerkerk bij de Hoogesluis
- Post 12 aan het Groote Loopveld te Ouwerkerk
- Post 13 aan het Groote Loopveld te Amstelveen
- Post 14 aan de Sluis te Amstelveen
- Post 15
- Post 16 de Rijkeroorter voorpost
- Post 17 de redoute van Rijkeroort
- Post 18 aan de Vinkenbrug oostelijk van de Diemen links en rechts van de Muidertrekvaart
- Post 19 bij Vierhuizen aan de Weespertrekvaart
- Post 20 op de Landtong de Sniep
- Post 21 bij het Weespertolhek
- Post 22, de batterijen bij de Duivendrechtsebrug
- Post 23 voor het Kalfje, rechts en links van de Amstel
- Post 24 de Redoute bij het Kleine Loopveld aan de Amstelveenscheweg
- Post 25 nabij het Karnemelksgat

## Huidige situatie
De meeste posten zijn verdwenen. Sommige posten zijn opgenomen als fort, magazijn of voorpositie in de Stelling van Amsterdam.